# Tuxentius
Tuxentius is een geslacht van vlinders uit de familie van de Lycaenidae. De wetenschappelijke naam van het geslacht werd in 1982 gepubliceerd door Torben Larsen. De verspreiding van het geslacht is beperkt tot het Afrotropisch gebied. Het geslacht werd door Larsen in het leven geroepen voor de Afrikaanse soorten die voorheen in het geslacht Castalius werden geplaatst, waarmee dat laatste geslacht alleen soorten uit het Oriëntaals gebied overhield.

## Soorten
- Tuxentius calice (Hopffer, 1855)
- Tuxentius carana (Hewitson, 1876)
- Tuxentius cretosus (Butler, 1876)
- Tuxentius ertli (Aurivillius, 1907)
- Tuxentius gabrieli Balint, 1999
- Tuxentius hesperis (Vári, 1976)
- Tuxentius interruptus (Gabriel, 1954)
- Tuxentius kaffana (Talbot, 1935)
- Tuxentius margaritaceus (Sharpe, 1892)
- Tuxentius melaena (Trimen, 1887)
- Tuxentius stempfferi (Kielland, 1976)